# ويليام ديفيد ماكفيرسون
ويليام ديفيد ماكفيرسون هو سياسي كندي، ولد في 22 أغسطس 1863، وتوفي في 2 مايو 1929 في كندا. حزبياً، نشط في حزب أونتاريو المحافظ التقدمي. وقد انتخب عضو برلمان مقاطعة أونتاريو.